# Poritiinae
Sous-famille
Les Poritiinae sont une sous-famille de lépidoptères (papillons) de la famille des Lycaenidae.

## Liste des tribus, sous-tribus et genres
D'après FUNET Tree of Life (2 février 2020) :
- Tribu des Poritiini
  - Cyaniriodes de Nicéville, 1890
  - Poriskina Druce, 1895
  - Poritia Moore, [1866]
  - Simiskina Distant, 1886
  - Deramas Distant, 1886
- Tribu des Liptenini
  - Sous-tribu des Pentilina
    - Alaena Boisduval, 1847
    - Ptelina Clench, 1965
    - Telipna Aurivillius, 1895
    - Ornipholidotos Bethune-Baker, 1914
    - Torbenia Libert, 2000
    - Liptenara Bethune-Baker, 1915
    - Pentila Westwood, [1851]

  - Sous-tribu des Durbaniina
    - Durbania Trimen, 1862
    - Durbaniella van Son, 1959
    - Durbaniopsis van Son, 1959

  - Sous-tribu des Mimacraeina
    - Cooksonia Druce, 1905
    - Mimacraea Butler, 1872
    - Mimeresia Stempffer, 1961

  - Sous-tribu des Liptenina
    - Pseuderesia Butler, 1874
    - Eresiomera Clench, 1965
    - Teriomima Kirby, 1887
    - Euthecta Bennett, 1954
    - Baliochila Stempffer & Bennett, 1953
    - Cnodontes Stempffer & Bennett, 1953
    - Congdonia Henning & Henning, 2004
    - Eresinopsides Strand, 1911
    - Eresina Aurivillius, 1898
    - Toxochitona Stempffer, 1956
    - Argyrocheila Staudinger, [1892]
    - Citrinophila Kirby, 1887
    - Liptena Westwood, [1851]
    - Obania Collins & Larsen, 1998
    - Kakumia Collins & Larsen, 1998
    - Falcuna Stempffer & Bennett, 1963
    - Tetrarhanis Karsch, 1893
    - Larinopoda Butler, 1871
    - Micropentila Aurivillius, 1895

  - Sous-tribu des Epitolina
    - Epitola Westwood, 1851
    - Cerautola Libert, 1999
    - Geritola Libert, 1999
    - Stempfferia Jackson, 1962
    - Cephetola Libert, 1999
    - Deloneura Trimen, 1868
    - Batelusia Druce, 1910
    - Tumerepedes Bethune-Baker, 1913
    - Pseudoneaveia Stempffer, 1964
    - Neaveia Druce, 1910
    - Epitolina Aurivillius, 1895
    - Hypophytala Clench, 1965
    - Phytala Westwood, 1851
    - Neoepitola Jackson, 1964
    - Aethiopana Bethune-Baker, 1915
    - Hewitsonia Kirby, 1871
    - Powellana Bethune-Baker, 1908
    - Iridana Aurivillius, 1921
    - Teratoneura Dudgeon, 1909